# 中州古籍出版社
中州古籍出版社，是一家位于中国河南郑州农业路的出版社。

## 概述
1983年12月12日，出版社成立于郑州市，前身是河南人民出版社古籍编辑室和中州书画社古籍编辑室。出版的书籍有《中国古代文论家评传》、“中国古典讲唱文学丛书”、“先秦两汉诸子系列套书”、《歧路灯》、《太平广记钞》、《宋元小说话本集》、《东观汉记校注》、《战国策校注系年》、《庄子歧解》、《夏史初探》等。此外“中国边疆通史丛书”获得第六届国家图书奖。